# Karel Böhm
Karel Böhm (30. srpna 1906 – 16. listopadu 1942 Berlín) byl rakouský fotbalista a fotbalový trenér. Byl popraven nacisty za aktivní účast v odboji v Berlíně–Plötzensee.

## Fotbalová kariéra
V československé lize hrál za SK Náchod, Viktorii Plzeň, SK Židenice a SK Slezská Ostrava. V československé lize nastoupil v 86 utkáních a dal 2 góly. V sezoně 1934/35 se jako hráč podílel na bronzovém umístění Židenic.

## Trenérská kariéra
V lize trénoval SK Slezská Ostrava.

## Ligová bilance
| Ročník                    | Zápasy | Góly | Klub               |
| ------------------------- | ------ | ---- | ------------------ |
| 1. asociační liga 1931/32 | 5      | 0    | SK Náchod          |
| 1. asociační liga 1932/33 | 12     | 0    | SK Náchod          |
| 1. asociační liga 1933/34 | 1      | 0    | SK Viktoria Plzeň  |
| Státní liga 1934/35       | 7      | 0    | SK Židenice        |
| Státní liga 1935/36       | 11     | 0    | SK Židenice        |
| Státní liga 1937/38       | 13     | 2    | SK Slezská Ostrava |
| Státní liga 1938/39       | 21     | 0    | SK Slezská Ostrava |
| Národní liga 1939/40      | 16     | 0    | SK Slezská Ostrava |
| CELKEM                    | 86     | 2    |                    |